# Gustav Fehn
Gustav Fehn, nemški general, * 21. februar 1892, † 5. junij 1945.